# Wyszków (gmina w powiecie węgrowskim)
Wyszków – dawna gmina wiejska istniejąca do 1954 roku w woj. lubelskim/warszawskim. Siedzibą władz gminy był Wyszków.
Gmina Wyszków jest wymieniona jako jedna 16 gmin wiejskich powiatu węgrowskiego guberni siedleckiej.
W 1919 roku gmina weszła w skład woj. lubelskiego. 1 kwietnia 1939 roku gmina wraz z całym powiatem węgrowskim została przeniesiona do woj. warszawskiego.
Po wojnie gmina zachowała przynależność administracyjną. Według stanu z dnia 1 lipca 1952 roku gmina składała się z 17 gromad. Gmina została zniesiona 29 września 1954 roku wraz z reformą wprowadzającą gromady w miejsce gmin. Jednostki nie przywrócono 1 stycznia 1973 roku po reaktywowaniu gmin, a jej dawny obszar wszedł w skład nowej gminy Liw.